# Helena from the Wedding
Pour plus de détails, voir Fiche technique et Distribution.
Helena from the Wedding est un film américain, sorti en 2010.

## Fiche technique
- Titre : Helena from the Wedding
- Réalisation : Joseph Infantolino
- Scénario : Joseph Infantolino
- Pays d'origine : États-Unis
- Genre : comédie dramatique
- Date de sortie : 2010

## Distribution
- Dagmara Domińczyk : Eve
- Paul Fitzgerald : Nick
- Dominic Fumusa : Don
- Jessica Hecht : Lynn
- Gillian Jacobs : Helena
- Melanie Lynskey : Alice
- Corey Stoll : Steven
- Lee Tergesen : Alex